# Božo Jemc
Božo Jemc (ur. 10 marca 1940 w Bledzie, zm. 8 marca 1991) – słoweński skoczek narciarski, reprezentujący Jugosławię, uczestnik Zimowych Igrzysk Olimpijskich 1964 w Innsbrucku.
Wziął udział w konkursach skoków narciarskich w ramach zimowych igrzysk olimpijskich na ZIO 1964. Zajął 49. miejsce w zawodach na skoczni normalnej i 40. miejsce na skoczni dużej.
W latach 1960–1964 startował w zawodach Turnieju Czterech Skoczni. Trzykrotnie plasował się w pierwszej dziesiątce zawodów, a najwyższe miejsce zajął 28 grudnia 1961 w Oberstdorfie, gdzie był drugi za Eino Kirjonenem.

## Osiągnięcia

### Igrzyska olimpijskie
| Igrzyska | Miejscowość | Data             | Skocznia | Konkurs | Skok 1    | Skok 1 | Skok 2    | Skok 2 | Nota łączna | Miejsce | Strata | Zwycięzca        | Źródło |
| Igrzyska | Miejscowość | Data             | Skocznia | Konkurs | Odległość | Nota   | Odległość | Nota   | Nota łączna | Miejsce | Strata | Zwycięzca        | Źródło |
| -------- | ----------- | ---------------- | -------- | ------- | --------- | ------ | --------- | ------ | ----------- | ------- | ------ | ---------------- | ------ |
| ZIO 1964 | Innsbruck   | 31 stycznia 1964 | normalna | ind.    | 70,0      | 89,8   | 68,0      | 86,5   | 176,3       | 49.     | 53,6   | Veikko Kankkonen | [ 4 ]  |
| ZIO 1964 | Innsbruck   | 9 lutego 1964    | duża     | ind.    | 82,0      | 89,6   | 79,5      | 91,3   | 180,9       | 17.     | 49,8   | Toralf Engan     | [ 5 ]  |